# Francesco Ghezzi
Francesco Ghezzi (Cusano Milanino, 4 ottobre 1893 – Vorkuta, 3 agosto 1942) è stato un anarchico e sindacalista italiano, fra i protagonisti del movimento operaio lombardo del primo Novecento.
Condannato e incarcerato per motivi politici in Unione Sovietica, morì lager di Vorkuta. È stato riabilitato da Nikita Chruščëv nel 1956.

## Biografia
Si avvicina agli ideali anarchici sin da giovane, stringendo un forte legame in particolare con Ugo Fedeli e Carlo Molaschi. Viene arrestato per la prima volta nel 1909, a seguito della sua partecipazione ad una manifestazione a sostegno dell'anarchico spagnolo Francisco Ferrer Guardia, condannato a morte. Antimilitarista, Ghezzi nel 1911 si spende attivamente nella campagna contro la Guerra italo-turca, e nel 1912 aderisce all'Unione Sindacale Italiana.
Prosegue la sua attività antimilitarista anche negli anni successivi, partecipando alle iniziative promosse dalla Libreria Editrice Sociale di Giuseppe Monnanni. Nel 1915 viene ancora arrestato a Milano, insieme a Ugo Fedeli, in seguito ad una manifestazione contro la prima guerra mondiale.
Diviene disertore il 28 settembre 1916, fuggendo a Zurigo dopo essere stato chiamato alle armi. Già in precedenza aveva evitato la leva per motivi di salute. Nella città svizzera lavora presso la Wiskemann come tornitore e pulitore di argento, e frequenta gli ambienti anarchici della "Libreria Internazionale" insieme agli italiani fuoriusciti, fra cui Bruno Misefari ed Enrico Arrigoni.
Trascorre alcuni mesi in carcere anche a Zurigo e poi, nel 1919, viene espulso dalla Svizzera. Ghezzi torna così a Milano e ricomincia l'attività con l'Unione Sindacale Italiana. Insieme a Ugo Fedeli e Pietro Bruzzi redige i periodici anarchici Nichilismo e L'Individualista.
Nel 1921 prende parte alle riunioni preparatorie della Strage del Diana, e per tale ragione viene condannato, in contumacia, a scontare sedici anni di reclusione con l'accusa di associazione a delinquere. Ghezzi fugge inizialmente in Liguria, poi nuovamente in Svizzera e infine a Berlino. Nel giugno 1921, sempre con Fedeli e Bruzzi, si trasferisce per alcuni mesi a Mosca, per poi tornare ancora a Berlino dove, nell'aprile 1922, viene arrestato.
Subisce ancora una volta un'espulsione, e decide pertanto di trasferirsi in Unione Sovietica, vivendo e lavorando a Jalta fino al 1926, continuando a frequentare ambienti anarchici frequentati anche da Emma Goldman, Aleksandr Berkman, Volin e Victor Serge.
Nel 1928 viene segnalato dalla polizia italiana come "dipendente del Governo sovietico", ma l'11 maggio 1929 viene arrestato dai sovietici per "aver condotto, in qualità di anarchico militante, propaganda controrivoluzionaria contro il Partito Comunista dell'Unione Sovietica e le autorità sovietiche". L'11 gennaio 1930 viene condannato a tre anni di reclusione, che trascorrerà in un carcere politico a Suzdal' in condizioni estremamente difficili, anche a causa della tubercolosi. Dopo il suo arresto, prende il via una campagna internazionale a suo sostegno, e a favore della sua scarcerazione. La campagna viene organizzata da Romain Rolland e promossa da numerosi intellettuali di rilievo come Luigi Fabbri, Romain Rolland, Jacques Mesnil, Claude Autant-Lara e Victor Serge. Contemporaneamente, i sovietici fanno trapelare voci riguardanti il fatto che Ghezzi fosse una spia, agente dell'ambasciata fascista.
Viene scarcerato nel 1931; rientra a Mosca dove trova impiego presso la fabbrica di automobili "Labormetiz", nel reparto riparazioni. Negli anni successivi viene più volte arrestato e perseguitato, poiché sospettato politicamente dal regime.
Nel novembre 1937 viene ancora una volta arrestato e condannato inizialmente a tre anni, che sconta presso la Lubjanka, il carcere del Commissariato del popolo per gli affari interni. La sentenza definitiva arriva il 3 aprile 1939: gli vengono inflitti otto anni di carcere, da scontare nel lager di Vorkuta. Tutto ciò si verrà a scoprire negli anni successivi al suo arresto, grazie a testimonianze dirette e alla desecretazione degli archivi sovietici, in quanto già dal mese di ottobre 1937 nessuno dei suoi familiari o degli amici più stretti, né tanto meno la polizia italiana, era riuscito ad ottenere informazioni sulla sua sorte. Nel lager viene torturato, anche a causa delle accuse rivoltegli di trotzkismo, e muore il 3 agosto 1942.
Paradossalmente, il 13 gennaio 1943, già defunto, viene condannato a morte "per aver partecipato ad una organizzazione antisovietica".

## Riabilitazione
Nel 1956 Nikita Chruščëv, dopo la richiesta della moglie di Ghezzi, Olga Gaake, decide di riaprire il caso Ghezzi, con lo scopo di riabilitarlo. Vengono così riascoltati i suoi accusatori dell'epoca, che ritrattano le accuse e ammettono che le dichiarazioni erano state ottenute dopo violenza. Nel maggio 1956 il Tribunale di Mosca invalida le sue condanne perché "le prove a suo carico non erano sufficienti".